# Robert Rychtrmoc
Robert Rychtrmoc (9. dubna 1875 Cegléd – 21. ledna 1946 Praha) byl český divizní generál, politik, předseda Národního souručenství v Protektorátu Čechy a Morava. Po roce 1945 byl odsouzen za kolaboraci a v lednu 1946 popraven.

## Život
Narodil se v roce 1875 v maďarském městě Cegléd do rodiny vojáka. V roce 1895 absolvoval kadetskou školu v Praze a vstoupil do armády. V roce 1914 v hodnosti majora působil krátce na srbské a rumunské frontě. Poté byl povýšen a většinu první světové války prošel v hodnosti štábního důstojníka na italské frontě. V roce 1916 byl povolán na generální štáb do Vídně, kde organizoval vojenskou kontrarozvědku proti nepřátelům ve vnitrozemí (Maffie). V květnu 1918 byl povýšen na plukovníka generálního štábu. Po vzniku Československa jako jeden z mála vysokých c. k. důstojníků přešel do služby v Československé armádě. V roce 1919 velel různým svazkům v maďarsko-československé válce. Poté působil jako velitel pěších pluků v Levicích, v Žilině, v Olomouci a ve Spišské Nové Vsi. V letech 1923–1934 působil jako velitel 3. pěší divize v Litoměřicích. V roce 1928 byl povýšen na divizního generála. V roce 1934 odešel do výslužby a přestěhoval se do Mariánských Lázní.
V době sudetoněmeckého povstání v roce 1938 byl znovu povolán do služby a řídil výstavbu vnitrozemské obranné příčky v úseku od Králíků k Jindřichovu Hradci.

## Okupace
Po okupaci Československa v roce 1939 se zařadil do české vládní struktury Protektorátu Čechy a Morava. Od roku 1940 působil ve vedení organizací jako Česká liga proti bolševismu. Od srpna 1943 se stal předsedou Českého svazu válečníků, kde mimo jiné vydával proněmecký časopis Kamarádství. Jako veterán rakousko-uherské armády se výrazně angažoval v podpoře spolků c. k. vojenských vysloužilců v Čechách, na Moravě a ve Slezsku. Na sjezdu svazu v březnu 1944 se postavil za návrh vytvořit českou jednotku bojující na německé straně. V memorandu zaslaném Emanuelu Moravcovi doporučoval mobilizovat patnáct ročníků, tedy až 600 000 českých mužů. 
V březnu 1945 byl jako nástupce Tomáše Krejčího zvolen předsedou výboru Národního souručenství. V době postupu Rudé armády na českém území se v březnu 1945 podílel na vzniku Svatováclavské roty, kam se sám přihlásil jako dobrovolník. V dubnu 1945 byl státním ministrem Karlem Hermannem Frankem vyznamenán za zásluhy o protektorát Čestným štítem protektorátu Čechy a Morava s orlicí sv. Václava ve zlatě.

## Soud a smrt
Po osvobození Československa byl Robert Rychtrmoc zatčen 9. května 1945. Následně byl souzen Národním soudem v Praze (hlavní líčení začalo 15. ledna 1946). V procesu spolu s vojenskými veterány Otto Bláhou a Gustavem Mohapelem byl odsouzen k trestu smrti za kolaboraci (stejně jako Bláha, zatímco Mohapel k 25 letům těžkého žaláře). Soud ho uznal vinným ze zločinu proti státu „podle § 1 retribučního dekretu a podle § 2, odst. 2 zákona na ochranu republiky a zločinu podle § 3, odst. 1 retribučního dekretu“. Popraven byl 21. ledna 1946, v den vynesení rozsudku a po zamítnutí prezidentské milosti, ve Věznici Pankrác v Praze. Jeho ostatky byly zpopelněny a uloženy do společného hrobu v Krematoriu ve Strašnicích. Jeho manželka Magda, která byla maďarské národnosti, byla podle paragrafu vztahujícího se na kolaboranty vysídlena do Maďarska.

## Vyznamenání
- Čestný štít protektorátu Čechy a Morava s orlicí sv. Václava ve zlatě (1945)